# Brzan
Brzan (em cirílico: Брзан) é uma vila da Sérvia localizada no município de Batočina, pertencente ao distrito de Šumadija, na região de Šumadija e Lepenica. A sua população era de 1754 habitantes segundo o censo de 2011.

## Demografia
| 1948 | 1953 | 1961 | 1971 | 1981 | 1991 | 2002 | 2011 |
| ---- | ---- | ---- | ---- | ---- | ---- | ---- | ---- |
| 3480 | 3629 | 3506 | 3201 | 2954 | 2694 | 2073 | 1754 |